# Asplenium heterochroum
Asplenium heterochroum är en svartbräkenväxtart som beskrevs av Kze. Asplenium heterochroum ingår i släktet Asplenium och familjen Aspleniaceae. Inga underarter finns listade.